# Berlín (canción de Little Jesus)
«Berlín» es una canción grabada por la banda mexicana de indie rock Little Jesus. La canción fue escrita por el vocalista del grupo, Santiago Casillas y producida por él mismo. Se lanzó el 18 de marzo de 2013 como el primer sencillo de su primer álbum de estudio Norte.

## Video musical
Un vídeo musical oficial fue lanzado para «Berlín» publicado el 18 de marzo de 2013 en la plataforma digital YouTube. Fue grabado el 9 de marzo del mismo año en el Rancho La Querencia en Valle de Bravo, Estado de México. Dirigido por Gilberto Hernández. Ha recibido más de 2 millones de vistas desde su publicación.

## Lista de canciones

### Descarga digital
| Berlín — Sencillo |          |          |  |
| N.º               | Título   | Duración |  |
| 1.                | «Berlín» | 4:45     |  |